# Preunersfeld
Preunersfeld (oberfränkisch: Prainaschfel(d)) ist ein Gemeindeteil des Marktes Schnabelwaid im Landkreis Bayreuth (Oberfranken, Bayern). Die Gemarkung Preunersfeld hat eine Fläche von 7,545 km². Sie ist in 596 Flurstücke aufgeteilt, die eine durchschnittliche Flurstücksfläche von 12659,04 m² haben. In ihr liegen neben dem namensgebenden Ort die Gemeindeteile Arnoldsreuth, Craimoos, Gößmannsreuth, Neumühle und Schmellenhof.

## Lage
Das Dorf liegt im nördlichen Teil der Fränkischen Alb und zweieinhalb Kilometer östlich der Ortsmitte von Schnabelwaid. Preunersfeld liegt nordöstlich des Flurgebietes Vogelrangen und am nordwestlichen Fuß des hohen 630 Meter hohen Preunersfelder Rangen. Der am Nordwestabhang dieses Berges entspringende Heroldsgraben durchfließt das Dorf, ist allerdings im nordwestlichen Teil des Ortes vollständig kanalisiert und überbaut. Im Norden von Preunersfeld liegt der Forst Thiergarten und im Süden das Waldgebiet Schnabelwaider Kütschenrain, an das sich ostwärts der Heinersreuther Forst anschließt. Eine Gemeindeverbindungsstraße führt nach Schnabelwaid zur Bundesstraße 2 (2 km westlich) bzw. nach Engelmannsreuth zur Staatsstraße 2120 (1,8 km östlich).

## Geschichte
Urkundlichen Erwähnungen von Preunersfeld in historischen Dokumenten waren:
- 1396/99: „das dorf Brünersveld“
- 1398: „zu Prewnigsfelt“
- 1413: „zu Breunsfeld“
- 1468: „Prewnersuelt“
- 1487: „von Brewnerßfellt durch das Krayenmoß auf den Rotmayn“
- 1499: „Praunersfeltt“
- 1557: „ein gut zu preunersfeldt“

Der Ortsname bedeutet „Zum Feld des Brūninc“.
In der Fraisch unterstand Preunersfeld dem brandenburg-bayreuthischen Oberamt Pegnitz. Die Grundherren waren pfalz-neuburgisch.
Mit dem Gemeindeedikt (frühes 19. Jahrhundert) wurde Preunersfeld dem Steuerdistrikt Schnabelwaid und der Ruralgemeinde Zips zugewiesen. Im Zuge der Gebietsreform in Bayern wurde Preunersfeld am 1. Mai 1978 nach Schnabelwaid eingegliedert.

## Baudenkmäler
In der Dorfstraße von Preunersfeld gibt es mit einem Wohnhaus und einem Wohnstallhaus zwei denkmalgeschützte Bauwerke. Das Wohnhaus steht im westlichen Teil des Dorfes (Standort) und ist ein aus dem 18. Jahrhundert stammender zweigeschossiger Bau aus Sandsteinquadern mit Satteldach. Das Wohnstallhaus steht im Norden von Preunersfeld (Standort) und ist ein eingeschossiger Bau mit massivem Erdgeschoss, der mit „1858“ bezeichnet ist.

## Religion
Die Bewohner von Preunersfeld gehören wie die Einwohner der Kernstadt überwiegend der evangelisch-lutherischen Konfession des Christentums an. Die Protestanten werden von der evangelischen Pfarrei Creußen betreut, während die römisch-katholischen Bewohner der katholischen Pfarrei in Thurndorf angehören.